# Brett Lunger
Brett Lunger, ameriški dirkač Formule 1, *14. november 1945, Wilmington, Delaware, ZDA.
Brett Lunger je upokojeni ameriški dirkač Formule 1. Debitiral je v sezoni 1975, ko je nastopil na treh dirkah in kot najboljšo uvrstitev sezone dosegel deseto mesto na Veliki nagradi Italije. Tudi v sezoni 1976 je bila njegova najboljša uvrstitev deseto mesto, le na Veliki nagradi Avstrije. V sezoni 1977 je dosegel najboljšo uvrstitev na Veliki nagradi Nizozemske, ko je dosegel deveto mesto, v sezoni 1978 pa je bil še bližje uvrstitvi med dobitnike točk, saj je dosegel dve osmi mesti in sedmo mesto na Veliki nagradi Belgije, kar je njegova najboljša uvrstitev v karieri. Po koncu sezone se je upokojil.

## Popolni rezultati Formule 1
(legenda) (odebeljene dirke pomenijo najboljši štartni položaj, poševne pa najhitrejši krog, †-uvrščen kljub odstopu)
| Leto | Moštvo                             | Šasija       | Motor                    | 1      | 2       | 3        | 4        | 5        | 6     | 7       | 8       | 9       | 10    | 11       | 12     | 13      | 14      | 15     | 16     | 17  | Prv | Toč |
| ---- | ---------------------------------- | ------------ | ------------------------ | ------ | ------- | -------- | -------- | -------- | ----- | ------- | ------- | ------- | ----- | -------- | ------ | ------- | ------- | ------ | ------ | --- | --- | --- |
| 1975 | Hesketh Racing                     | Hesketh 308  | Ford Cosworth DFV 3.0 V8 | ARG    | BRA     | JAR      | ŠPA      | MON      | BEL   | ŠVE     | NIZ     | FRA     | VB    | NEM      | AVT 13 | ITA 10  | ZDA Ret |        |        |     | -   | 0   |
| 1976 | Chesterfield Team Surtees          | Surtees TS19 | Ford Cosworth DFV 3.0 V8 | BRA    | JAR 11  | ZZDA DNQ | ŠPA DNQ  |          |       |         |         |         |       |          |        |         |         |        |        |     | -   | 0   |
| 1977 | Chesterfield Racing                | March 761    | Ford Cosworth DFV 3.0 V8 |        |         |          |          |          |       | BEL DNS | ŠVE 11  | FRA DNQ | VB 13 | NEM Ret  | AVT 10 | NIZ 9   | ITA Ret | ZDA 10 | KAN 11 | JAP | -   | 0   |
| 1977 | Chesterfield Racing                | McLaren M23B | Ford Cosworth DFV 3.0 V8 |        |         |          |          |          |       | BEL DNS | ŠVE 11  | FRA DNQ | VB 13 | NEM Ret  | AVT 10 | NIZ 9   | ITA Ret | ZDA 10 | KAN 11 | JAP | -   | 0   |
| 1978 | Liggett Group / B & S Fabrications | McLaren M23B | Ford Cosworth DFV 3.0 V8 | ARG 13 | BRA Ret | JAR 11   | ZZDA DNQ |          |       |         |         |         |       |          |        |         |         |        |        |     | -   | 0   |
| 1978 | Liggett Group / B & S Fabrications | McLaren M26  | Ford Cosworth DFV 3.0 V8 |        |         |          |          | MON DNPQ | BEL 7 | ŠPA DNQ | ŠVE DNQ | FRA Ret | VB 8  | NEM DNPQ | AVT 8  | NIZ Ret | ITA Ret |        |        |     | -   | 0   |
| 1978 | Team Tissot Ensign                 | Ensign N177  | Ford Cosworth DFV 3.0 V8 |        |         |          |          |          |       |         |         |         |       |          |        |         |         | ZDA 13 | KAN    |     | -   | 0   |